# Hamburg-Eimsbütteler BC
Hamburg-Eimsbütteler Ballspiel Club is een Duitse sportclub uit het Hamburgse stadsdeel Eimsbüttel. De club is actief in tafeltennis, tafelvoetbal, voetbal en volleybal.

## Geschiedenis
De club werd opgericht in 1911. De club promoveerde in 1931 naar de hoogste klasse van Groot-Hamburg, maar degradeerde al na één seizoen. In 1943/44 speelde de club één seizoen in de Gauliga Hamburg, de toenmalige hoogste klasse en eindigde daar laatste. Van 1945 tot 1947 speelde de club in de tweede klasse. In 1951 degradeerde de club naar de vierde klasse en promoveerde in 1954 terug naar de derde klasse en in 1957 naar de tweede klasse. Na een degradatie in 1960 speelde de club tot aan de invoering van de Bundesliga in 1963 in de derde klasse. Hierna zakte HEBC weg in de anonimiteit. In 2018 promoveerde HEBC naar de Oberliga maar moest na één seizoen weer een treetje lager spelen.

## Eindklasseringen vanaf 1964
| Seizoen | Competitie                    | Niveau | Eindstand | DFB Pokal | Opmerking                                                     |
| ------- | ----------------------------- | ------ | --------- | --------- | ------------------------------------------------------------- |
| 1963/64 | Verbandsliga Hamburg Germania | IV     | 1         | --        |                                                               |
| 1964/65 | Landesliga Hamburg            | III    | 8         | --        |                                                               |
| 1965/66 | Landesliga Hamburg            | III    | 8         | --        |                                                               |
| 1966/67 | Landesliga Hamburg            | III    | 10        | --        |                                                               |
| 1967/68 | Landesliga Hamburg            | III    | 12        | --        |                                                               |
| 1968/69 | Landesliga Hamburg            | III    | 7         | --        |                                                               |
| 1969/70 | Landesliga Hamburg            | III    | 15        | --        |                                                               |
| 1970/71 | Amateurliga Hamburg Hammonia  | IV     | 14        | --        |                                                               |
| 1971/72 | ??                            | ??     | ??        | --        |                                                               |
| 1972/73 | Bezirksliga Hamburg-Süd       | VI     | 1         | --        |                                                               |
| 1973/74 | Amateurliga Hamburg Hammonia  | IV     | 5         | --        | invoering Oberliga Nord                                       |
| 1974/75 | Amateurliga Hamburg Hammonia  | V      | 7         | --        |                                                               |
| 1975/76 | Amateurliga Hamburg Hammonia  | V      | 10        | --        |                                                               |
| 1976/77 | Amateurliga Hamburg Hammonia  | V      | 14        | --        |                                                               |
| 1977/78 | Amateurliga Hamburg Hammonia  | V      | 10        | --        |                                                               |
| 1978/79 | Landesliga Hamburg Hammonia   | V      | 14        | --        |                                                               |
| 1979/80 | Bezirksliga Hamburg-Süd       | VI     | ?         | --        |                                                               |
| 1980/81 | Bezirksliga Hamburg-Süd       | VI     | ?         | --        |                                                               |
| 1981/82 | Bezirksliga Hamburg-Süd       | VI     | ?         | --        |                                                               |
| 1982/83 | Bezirksliga Hamburg-Süd       | VI     | 1         | --        | finalist Hamburger Pokal > Hummelsbütteler SV: 5-6 n.s.       |
| 1983/84 | Landesliga Hamburg Hammonia   | V      | 5         | --        |                                                               |
| 1984/85 | Landesliga Hamburg Hammonia   | V      | 3         | --        |                                                               |
| 1985/86 | Landesliga Hamburg Hammonia   | V      | 7         | --        |                                                               |
| 1986/87 | Landesliga Hamburg Hammonia   | V      | 3         | --        |                                                               |
| 1987/88 | Landesliga Hamburg Hammonia   | V      | 2         | --        |                                                               |
| 1988/89 | Verbandsliga Hamburg          | IV     | 10        | --        |                                                               |
| 1989/90 | Verbandsliga Hamburg          | IV     | 14        | --        |                                                               |
| 1990/91 | Landesliga Hamburg Hammonia   | V      | 10        | --        |                                                               |
| 1991/92 | Landesliga Hamburg Hammonia   | V      | 10        | --        |                                                               |
| 1992/93 | Landesliga Hamburg Hammonia   | V      | 2         | --        |                                                               |
| 1993/94 | Landesliga Hamburg Hammonia   | V      | 2         | --        |                                                               |
| 1994/95 | Verbandsliga Hamburg          | V      | 6         | --        |                                                               |
| 1995/96 | Verbandsliga Hamburg          | V      | 16        | --        |                                                               |
| 1996/97 | Landesliga Hamburg Hansa      | VI     | 6         | --        |                                                               |
| 1997/98 | Landesliga Hamburg Hammonia   | VI     | 3         | --        |                                                               |
| 1998/99 | Landesliga Hamburg Hammonia   | VI     | 3         | --        |                                                               |
| 1999/00 | Landesliga Hamburg Hammonia   | VI     | 5         | --        |                                                               |
| 2000/01 | Landesliga Hamburg Hammonia   | VI     | 5         | --        |                                                               |
| 2001/02 | Landesliga Hamburg Hammonia   | VI     | 5         | --        |                                                               |
| 2002/03 | Landesliga Hamburg Hammonia   | VI     | 2         | --        |                                                               |
| 2003/04 | Verbandsliga Hamburg          | V      | 9         | --        |                                                               |
| 2004/05 | Verbandsliga Hamburg          | V      | 11        | --        |                                                               |
| 2005/06 | Verbandsliga Hamburg          | V      | 12        | --        |                                                               |
| 2006/07 | Verbandsliga Hamburg          | V      | 18        | --        |                                                               |
| 2007/08 | Landesliga Hamburg Hammonia   | VI     | 15        | --        |                                                               |
| 2008/09 | Bezirksliga Hamburg-Nord      | VII    | 3         | --        |                                                               |
| 2009/10 | Bezirksliga Hamburg-Nord      | VII    | 1         | --        |                                                               |
| 2010/11 | Landesliga Hamburg Hammonia   | VI     | 12        | --        |                                                               |
| 2011/12 | Bezirksliga Hamburg-Nord      | VII    | 2         | --        | 1e in promotieserie met 4 clubs                               |
| 2012/13 | Landesliga Hamburg Hammonia   | VI     | 9         | --        |                                                               |
| 2013/14 | Landesliga Hamburg Hammonia   | VI     | 15        | --        |                                                               |
| 2014/15 | Bezirksliga Hamburg-West      | VII    | 1         | --        |                                                               |
| 2015/16 | Landesliga Hamburg Hammonia   | VI     | 5         | --        |                                                               |
| 2016/17 | Landesliga Hamburg Hammonia   | VI     | 3         | --        |                                                               |
| 2017/18 | Landesliga Hamburg Hammonia   | VI     | 1         | --        |                                                               |
| 2018/19 | Oberliga Hamburg              | V      | 16        | --        |                                                               |
| 2019/20 | Landesliga Hamburg Hammonia   | VI     | 1         | --        | competitie afgebroken i.v.m. coronapandemie.                  |
| 2020/21 | Oberliga Hamburg              | V      | 12        | --        | competitie na 6 wedstrijden afgebroken i.v.m. coronapandemie. |
| 2021/22 | Oberliga Hamburg              | V      | 8         | --        | 3e Staffel West                                               |
| 2022/23 | Oberliga Hamburg              | V      | 9         | --        |                                                               |
| 2023/24 | Oberliga Hamburg              | V      | 5         | --        |                                                               |
| 2024/25 | Oberliga Hamburg              | V      | 7         | --        |                                                               |
| 2025/26 | Oberliga Hamburg              | V      | .         | --        |                                                               |